# Rupes Nigra
Rupes Nigra (dobsedeno 'Črna skala'), danes fantomski otok, je veljal za črno kamnino, ki se nahaja na severnem magnetnem polu ali na samem severnem polu. Mercator je otok opisal za 33 francoskih milj dolgega in s tem pojasnil, zakaj vsi kompasi kažejo na to lokacijo. Zamisel je izhajala iz izgubljenega dela Inventio Fortunata, otok pa je prikazan na zemljevidih šestnajstega in sedemnajstega stoletja, vključno z zemljevidi Gerardusa Mercatorja in njegovih učencev. Merkator je otok opisal v pismu leta 1577 kot:
Sredi štirih držav je vrtinec, v katerega se izlivajo ta štiri morja, ki delijo sever. In voda šviga in se spušča v Zemljo, kot da bi jo zlivali skozi lij ločnik. Na vsaki strani Pola je širok štiri stopinje, torej skupaj osem stopinj. Tik pod Polom sredi morja leži gola skala. Njen obseg je skoraj 33 francoskih milj in vsa je iz magnetnega kamna.

## V fikciji
V Dogodivščinah kapitana Hatterasa Julesa Verna (1866) severni pol zaseda otok Queen, ki ga je ustvaril vulkan (Mount Hatteras) sredi odprtega polarnega morja .